# Canton de Cayenne Centre

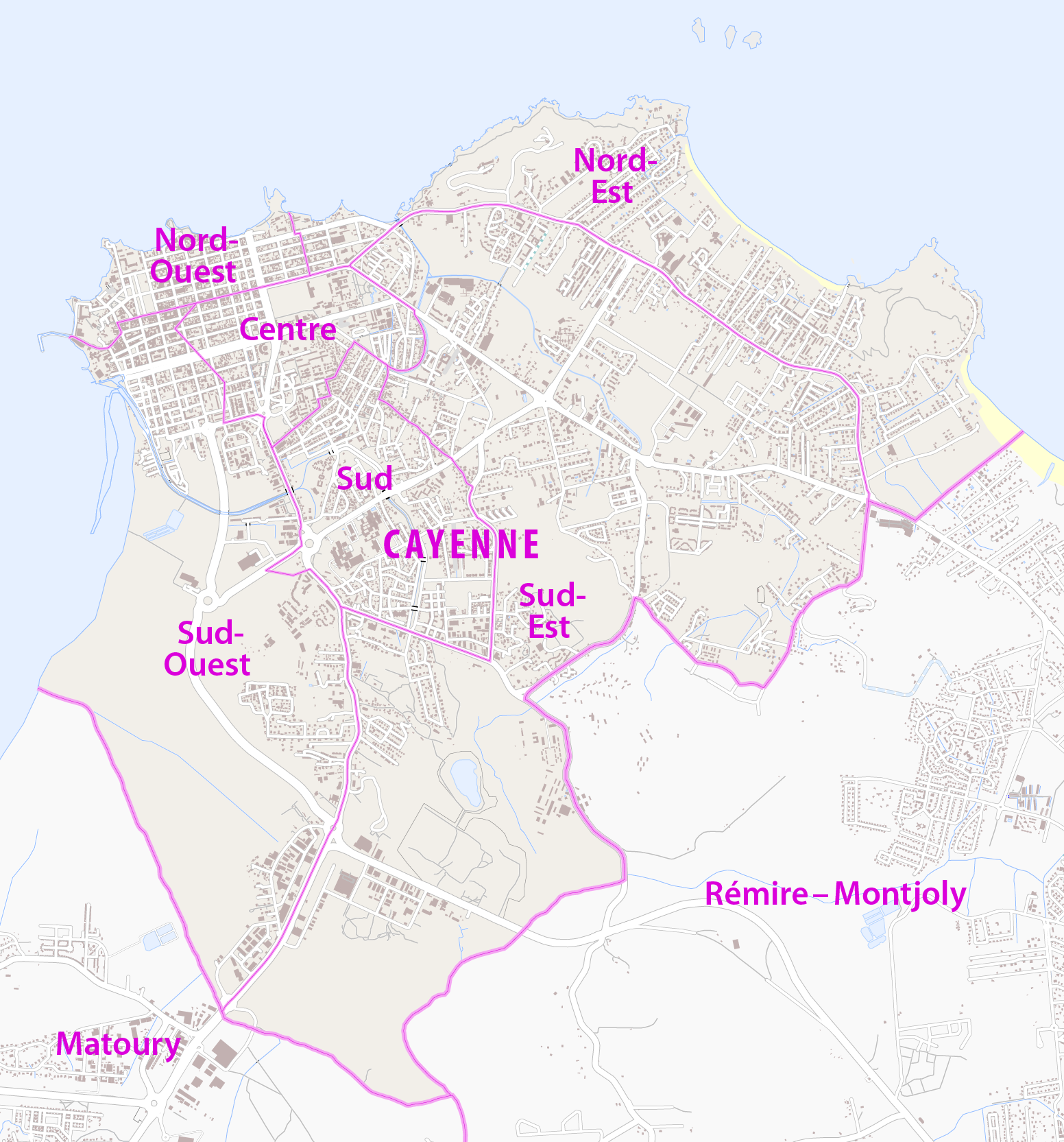

Le canton de Cayenne Centre est une ancienne division administrative française, située dans le département de la Guyane, dans l'arrondissement de Cayenne.

## Présentation
Il comprend une partie de la commune de Cayenne.
Quartiers de Cayenne inclus dans le canton :
- Centre ;
- Mirza ;
- De Gaulle ;
- Buzaret ;
- Palmistes.

## Administration
| Période | Période | Identité            | Étiquette   | Qualité                                                                                           |
| ------- | ------- | ------------------- | ----------- | ------------------------------------------------------------------------------------------------- |
| 1985    | 1994    | Raymond Tarcy       | PSG         | Principal-adjoint de collège Sénateur (1980-1989) et maire de Saint-Laurent-du-Maroni (1971-1983) |
| 1994    | 2008    | Marie-Claude Verdan | PSG         | Cadre de santé Secrétaire générale du PSG Conseillère régionale                                   |
| 2008    | 2015    | Hubert Contout      | Walwari-DVG | Professeur de sport                                                                               |